# Ψ
Psi（大写Ψ，小写ψ，發音：/ˈpsaɪ/或/ˈsaɪ/，中文音译：普西），是第二十三个希腊字母。西里尔字母的Ѱ (Psi)是由Psi演变而成。
符号Ψ或ψ用于：
- 心理学，精神病学，有时超心理学（涉及超能力或超自然的有關科目）。
- 在数学中，斐波纳契数倒數和（英语：Reciprocal Fibonacci constant）。
- 植物细胞水分运动之间的水势。
- 在物理电磁场上，Ψ用于表示磁链。
- 在生物化学，它是指稀有核苷酸伪尿苷酸。
- 在确定流流体力学函数曲线的流速始终相切。
- 在一个蛋白质的二面角的骨干。
- 海王星。
- 薛定谔方程和整个量子力学，{\displaystyle \psi (x)\,}代表波的函数。
- 印第安纳大学（该校首字母缩写I和U的叠加效果）。
- 药理学，一般药店。
- 在病毒学的ψ网站是一个病毒的包装信号。
- 粒子物理学上的J/ψ介子。
- 在可计算性理论，{\displaystyle \psi _{\mathrm {P} }(x)\,}代表一个程序{\displaystyle \mathrm {P} \,}返回值{\displaystyle \Upsilon \,}。